# Austrocidaria haemophaea
Austrocidaria haemophaea är en fjärilsart som först beskrevs av Edward Meyrick 1925a.  Austrocidaria haemophaea ingår i släktet Austrocidaria och familjen mätare. Inga underarter finns listade i Catalogue of Life.